# Avicularia affinis
Avicularia affinis är en spindelart som först beskrevs av Hercule Nicolet 1849.  Avicularia affinis ingår i släktet Avicularia och familjen fågelspindlar. Inga underarter finns listade.